# Krajowa Rada Ministrów
Krajowa Rada Ministrów (KRM) – część Rządu Rzeczypospolitej funkcjonująca na terenie okupowanego kraju jako nadrzędna struktura cywilna Polskiego Państwa Podziemnego (PPP).
Powstała 26 lipca 1944 roku w oparciu o dekret Prezydenta RP o tymczasowej organizacji władz na terytorium Rzeczypospolitej.  Do tego czasu funkcjonowała jako Delegatura Rządu Rzeczypospolitej na Kraj. Na jej czele stanął Jan Stanisław Jankowski "Soból" w randze wicepremiera Rządu RP, a jego zastępcami w randze ministrów zostali: Stanisław Jasiukowicz, Adam Bień oraz Antoni Pajdak. Radę podzielono na departamenty, będące odpowiednikami przedwojennych urzędów centralnych administracji państwowej. Jej utworzenie związane było z przygotowywanym zakończeniem działalności legalnych organów państwa polskiego w konspiracji i miało na celu zademonstrowanie wobec aliantów pełni praw Rządu RP na uchodźstwie do objęcia władzy w wyzwolonej spod okupacji Polsce. Do najważniejszych decyzji podjętych przez KRM należało zatwierdzenie projektu powstania warszawskiego.
W praktyce KRM nie odgrywała większej roli politycznej z uwagi na malejące znaczenie rządu RP na uchodźstwie w koalicji antyhitlerowskiej oraz coraz głębszą infiltrację struktur Polskiego Państwa Podziemnego przez Sowietów. Ostatecznie zakończyła ona swoją działalność 28 marca 1945 roku, kiedy to NKWD aresztowało w Pruszkowie członków KRM. Następnego dnia przewieziono ich do Moskwy, gdzie w przeprowadzonym w czerwcu tegoż roku pokazowym procesie szesnastu, w oparciu o sfałszowane dowody, zostali skazani na kary więzienia. Pozostający na wolności członkowie władz PPP w kwietniu 1945 r. podjęli decyzję o nieodtwarzaniu KRM ze względu na zagrożenie ze strony Sowietów i brak realnych możliwości wpływu na sytuację w Polsce.